# Tomáš Jirsák
Tomáš Jirsák (wym. [ˈtomaːʃ ˈjirsaːk]; ur. 29 czerwca 1984 roku w Vysokim Mycie) – czeski piłkarz występujący na pozycji środkowego pomocnika.

## Kariera klubowa
Jirsák swoją karierę rozpoczynał w TJ Sokol České Heřmanice; następnie grał w SK Vysoké Mýto i FK Agria Choceň. Profesjonalnie zaczął grać w SK Hradec Králové, gdzie zaliczył 40 występów i zdobył 5 goli. Po udanym sezonie 2004/05 przeszedł do klubu wyżej notowanego w czeskiej 1 lidze - FK Teplice, gdzie grał przez dwa sezony występując w barwach FK 52 razy i zdobywając 5 goli. Na początku lipca 2007 roku podpisał 5-letni kontrakt z Wisłą Kraków. Według nieoficjalnych informacji klub z Krakowa zapłacił za niego ok. 700 tys. euro.

## Kariera reprezentacyjna
Uczestnik Mistrzostw Europy U-21 w 2007 roku, w barwach reprezentacji Czech.

## Statystyki
(stan na 8 maja 2012)
| Klub              | Sezon             | Liga              | Liga  | Liga   | Puchary krajowe | Puchary krajowe | Puchary kontynentalne | Puchary kontynentalne | Suma  | Suma   |
| Klub              | Sezon             | Liga              | Mecze | Bramki | Mecze           | Bramki          | Mecze                 | Bramki                | Mecze | Bramki |
| ----------------- | ----------------- | ----------------- | ----- | ------ | --------------- | --------------- | --------------------- | --------------------- | ----- | ------ |
| FC Hradec Králové | 2003–2004         | 2.Liga            | 16    | 0      | 1               |                 | –                     | –                     | 17    | 0      |
| FC Hradec Králové | 2004–2005         | 2.Liga            | 24    | 5      | 2               | 2               | –                     | –                     | 26    | 7      |
| FK Teplice        | 2005–2006         | 1.Liga            | 25    | 2      | 2               | 0               | 2                     | 1                     | 29    | 3      |
| FK Teplice        | 2006–2007         | 1.Liga            | 27    | 3      | 2               | 0               | 2                     | 0                     | 31    | 3      |
| Wisła Kraków      | 2007–2008         | Ekstraklasa       | 20    | 2      | 15              | 1               | –                     | –                     | 35    | 3      |
| Wisła Kraków      | 2008–2009         | Ekstraklasa       | 24    | 0      | 4               | 1               | 6                     | 1                     | 34    | 2      |
| Wisła Kraków      | 2009–2010         | Ekstraklasa       | 27    | 2      | 5               | 0               | 2                     | 0                     | 34    | 2      |
| Wisła Kraków      | 2010–2011         | Ekstraklasa       | 19    | 1      | 2               | 0               | 4                     | 0                     | 25    | 1      |
| Wisła Kraków      | 2011–2012         | Ekstraklasa       | 19    | 1      | 5               | 0               | 4                     | 0                     | 28    | 1      |
| Suma              | FC Hradec Králové | FC Hradec Králové | 40    | 5      | 3               | 2               | –                     | –                     | 43    | 7      |
| Suma              | FK Teplice        | FK Teplice        | 52    | 5      | 4               | 0               | 4                     | 1                     | 60    | 6      |
| Suma              | Wisła Kraków      | Wisła Kraków      | 109   | 6      | 31              | 2               | 16                    | 1                     | 156   | 9      |

## Osiągnięcia

### Wisła Kraków
- Ekstraklasa: 2007-08, 2008-09, 2010-11